# Sarah Kay
Sarah Kay est une marque créée par l'illustratrice et auteur de livres pour enfants australienne Vivien Kubos (née en 1944), qui vit toujours dans la banlieue de Sydney. L'imagerie Sarah Kay repose sur une série de personnages qui sont devenus emblématiques et dont l'univers romantique et coloré renvoie vers des valeurs d'amitié, d'amour et de fraternité.

## Biographie
Passionnée par le dessin, elle suit ses études dans une académie d’art. À vingt ans, elle est embauchée par une agence de publicité comme dessinatrice. Après son mariage et la naissance de ses enfants, elle se met à représenter des dessins d'enfants en se souvenant de la ferme de ses grands-parents. Lorsque sa fille tombe malade, Vivien Kubos lui dessine des personnages d’enfants heureux, évoluant dans un univers paisible et naturel. En proposant ses dessins à l’un des plus importants éditeurs de cartes de vœux australiens, Sarah Kay rencontre un succès immédiat. Son style particulier lui ouvre les portes de l’Europe où elle connaît un triomphe dans les années 1980. Malgré son grand succès, la dessinatrice est restée modeste et discrète sur sa carrière et sa vie.

## Produits dérivés
Les illustrations de cette artiste représentent un monde harmonieux, avec des enfants, des animaux et des plantes. Les enfants ont des visages d'anges. Les petites filles ont des garde-robes très bucoliques avec des volants, des liberty, des carreaux, des chapeaux de paille et de tissus, des poupées de chiffons. Ces illustrations ont été reproduites sur divers supports : cartes, papier d'emballage, posters, calendriers, cartes à jouer, autocollants, puzzles, articles ménagers, draps, T-shirts, porcelaine, etc. sans oublier les poupées inspirées de ses dessins, fabriquées dans les matériaux les plus divers.
Le nom des polices d'écriture utilisées par Sarah Kay sont : le « girls are weird » et le « little days ». l'agence de licences Paris Arabesques gère aujourd'hui les droits dérivés de propriétés.

## Livres
- Le grand livre de SARAH KAY. Livre regroupant 4 histoires : Petits bonheurs, Secrets pour toi, Ouvre-moi ta porte, Mon petit monde
- Mélodies pour toi et moi. Livre regroupant 4 histoires : Je t'aime bien, Un air de printemps, Le bal masqué, Petites ménagères
- Petits bonheurs, Éditions Hemma 1978.  (ISBN 2800693185)
- Secrets pour toi, Éditions Hemma 1978.
- Ouvre-moi ta porte, Éditions Hemma 1979.
- Mon petit monde, Éditions Hemma 1979.
- Je t'aime bien, Éditions Hemma 1981.
- Le Bal masqué / textes de Liliane Crismer, Éditions Hemma 1983, 22 p. Coll. "Petits secrets-Sarah Kay".  (ISBN 2-8006-0272-4)
- Un air de printemps, Éditions Hemma 1981
- Petites ménagères, Éditions Hemma 1983
- La ferme, Editions Hemma 1978
- Les vacances, Editions Hemma 1978
- Si on jouait, Éditions Hemma 1978
- Jolis jouets, Éditions Hemma 1978
- Le pique nique, Editions Hemma 1982
- Le rendez vous, Editions Hemma 1982
- Petite maman, Éditions Hemma 1982
- Jolis temps, Editions Hemma 1980
- Brins d'amitiés, Editions Hemma 1980
- Les quatre jeudis, Éditions Hemma 1980
- Mes petits chéris, Éditions Hemma 1980
- Dans le grenier, Éditions Hemma 1982
- Mon jardin en été, Éditions Hemma 1984
- Mon jardin en hiver, Éditions Hemma 1984
- Dans les nuages 1, collection lapin bleu 1979
- Dans les nuages 2, collection lapin bleu 1979
- Les jeux, collection mini Sarah Kay, Éditions Hemma 1979
- Zachary Woodhman, Éditions Hemma 2010